# Frederik Bouttats der Ältere
Frederik Bouttats der Ältere oder Frederik Bouttats (* 1590 in Antwerpen; † 1661 ebendort) war ein flämischer Maler, Kupferstecher, Grafiker und Händler von Drucken.

## Leben

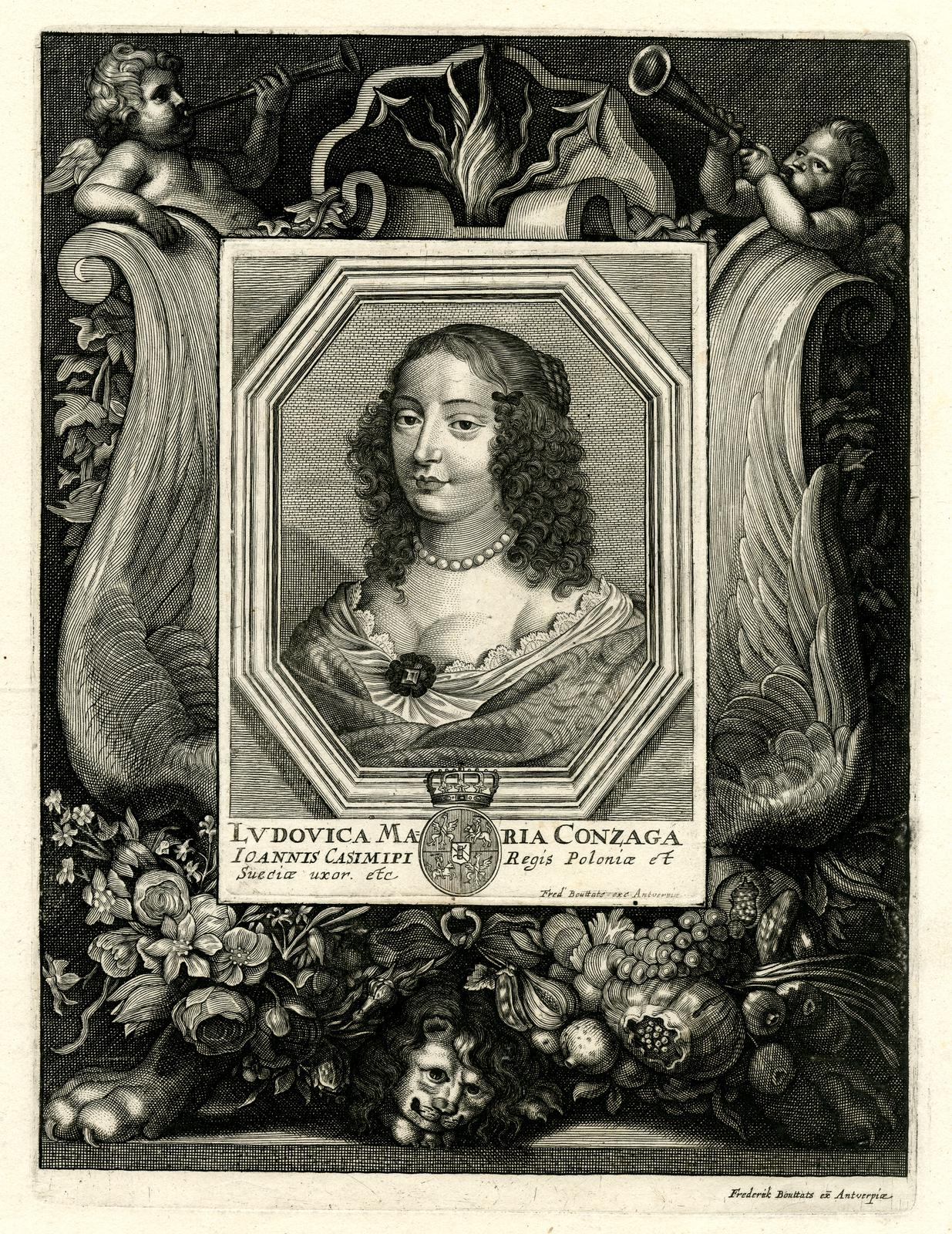
Porträt von Luisa Maria Gonzaga

Bouttats wurde 1590 in Antwerpen geboren. Er war Schüler des Malers und Kunsthändlers Matthijs Willenhoudt und wird als Lehrling erwähnt. 1612 wurde er Meister der Antwerpener Lukasgilde.
Er heiratete Machteld (Mathilde) van de Wouwere, mit der er ein Kind hatte, Frederik, der in die Fußstapfen seines Vaters trat. Nach dem Tod seiner Frau am 8. Januar 1629 heiratete er Maria de Weerdt, mit der er acht Kinder hatte.
Er starb 1661 in Antwerpen. Als seine Witwe am 25. August 1673 starb, hinterließ sie sieben Kinder: Jacobmijne (Witwe von Petrus Clouwet), Magdalena, Magnus, Philibert, Magdalena, Norbertus Bouttats, Ignatius und Jasper (Gaspar).

## Arbeiten
Bouttats war hauptsächlich ein Reproduktionskünstler, der Drucke nach Gemälden und Entwürfen berühmter Maler seiner Zeit anfertigte und Porträts stach. Er war als Kupferstecher und Händler von Andachtsdrucken tätig.
Die Zuschreibung der Werke ist etwas unklar, da es mehrere Künstler mit dem Namen Frederik Bouttats gibt.
Als Maler scheint er vor allem Kopien oder Werke im Stil von Jan Brueghel der Ältere geschaffen zu haben.